# Satta
Pour les articles homonymes, voir Satta (homonymie).
Satta est un barde du sikhisme. Il a composé avec Bhai Balwand une série de huit hymnes qui se retrouvent dans le livre saint des sikhs, le Guru Granth Sahib. Satta a vécu au temps de Guru Arjan (1563-1606), et était compté parmi ses suivants. Il était un joueur de rebec. Ses œuvres sont collectées entre les pages 966 et 968 du Guru Granth Sahib et regroupées sous le titres de Ramkali ki Var.